# Plata (Aibonito)
Plata es un barrio ubicado en el municipio de Aibonito en el estado libre asociado de Puerto Rico. En el Censo de 2010 tenía una población de 1724 habitantes y una densidad poblacional de 227,96 personas por km². Como dato curioso el barrio posee código postal propio aparte del pueblo de Aibonito, esto debido a la cantidad de norteamericanos que llegaron al barrio a laboral cuando se fundó el conocido Hospital Menonita.

## Geografía
Plata se encuentra ubicado en las coordenadas 18°9′42″N 66°14′20″O / 18.16167, -66.23889. Según la Oficina del Censo de los Estados Unidos, Plata tiene una superficie total de 7.56 km², que corresponden a tierra firme.

## Demografía
Según el censo de 2010, había 1724 personas residiendo en Plata. La densidad de población era de 227,96 hab./km². De los 1724 habitantes, Plata estaba compuesto por el 79.35% blancos, el 10.67% eran afroamericanos, el 0.06% eran amerindios, el 8.18% eran de otras razas y el 1.74% pertenecían a dos o más razas. Del total de la población el 99.48% eran hispanos o latinos de cualquier raza.